# 21276 Feller
21276 Feller è un asteroide della fascia principale. Scoperto nel 1996, presenta un'orbita caratterizzata da un semiasse maggiore pari a 2,2848329 UA e da un'eccentricità di 0,1423610, inclinata di 4,12178° rispetto all'eclittica.